# Calle Alcazabilla
Alcazabilla es una calle peatonal del distrito Centro de la ciudad de Málaga, Andalucía, España.

## Características y recorrido
Su longitud es de aproximadamente 250 metros que discurren en dirección Norte-Sur desde la Plaza de María Guerrero (junto a la Plaza de la Merced) hasta la Plaza de la Aduana (junto al Palacio de la Aduana).
La apertura del túnel de la Alcazaba en 1999 permitió la peatonalización de calle Alcazabilla en su totalidad, dejando lugar a zonas libres que han sido ocupadas por terrazas de bares en su tramo más cercano a la Plaza de María Guerrero. En la parte central de la calle se localiza la fachada trasera del Museo Picasso que cuenta con un jardín arbolado junto a la Judería de Málaga y una pequeña plaza, denominada la Plaza de la Judería formada en torno al torreón mudéjar, que sirve de unión con la Calle Granada y donde también está prevista la construcción de una sinagoga. Por esta zona se puede acceder a la tradicional Taberna de El Pimpi. 
En el lado más próximo a la ladera de la Alcazaba, se encuentra el edificio del cine Albéniz, construido en 1945 y que combina la arquitectura historicista con el estilo californiano de algunas salas de cine de Estados Unidos. Junto a este edificio se sitúa el centro de interpretación y el Teatro Romano de Málaga, descubierto en 1951 y excavado  entre 1994 y 2010 tras la demolición de la Casa de la Cultura, que ocupaba parte del espacio. En la zona central de la vía existe una pequeña pirámide de cristal que permite observar los restos arqueológicos encontrados en el subsuelo, principalmente piletas de garum; proporcionando simultáneamente luz natural al yacimiento.
Los romanos se valieron en la construcción del teatro de la inclinación natural de la ladera sobre la que se asienta la Alcazaba de Málaga, cuyo acceso al público se encuentra en el otro extremo de la calle Alcazabilla, ya en la Plaza de la Aduana. Esta plaza debe su nombre al Palacio de la Aduana, sede del Museo de Málaga y actualmente en proceso de rehabilitación. También existe un pequeño jardín llamado Jardines de Ibn Gabirol y que cuenta con una escultura en homenaje a este poeta y filósofo judío, malacitano y andalusí.

## Historia
Tras la toma de la ciudad de Málaga por los Reyes Católicos, se llamó calle de los Monteros. A principios del siglo XVIII el pie de la colina de la Alcazaba estaba ocupado por un abigarrado conjunto de casas que trepaban por el cerro. En el plano de Carrión de Mula de 1791, las casas llegan al borde mismo de las murallas de la Alcazaba, y Alcazabilla, la calle que articulaba el barrio, era una calle estrecha y sinuosa, como las del resto del casco histórico. Un trozo de esta calle se denominaba Estafeta Vieja.
El descubrimiento del Teatro Romano en 1951 y la posterior demolición de la Casa de la Cultura en 1995 supuso una ruptura de la calle que quedó partida en dos por el gran vacío urbano que formaban los jardines de Ibn Gabirol y el solar del Teatro. La actual remodelación de calle Alcazabilla, proyecto de los arquitectos Rafael Martín Delgado e Isabel Cámara Guezala, pretende devolver el equilibrio generando un nuevo espacio plaza-mirador.

### Origen del nombre
El nombre de esta calle deriva de la Alcazaba de Málaga, que se encuentra en una colina junto a esta calle, y en árabe sería al-Qasabiya (que podría traducirse por "Calle Alcazabeña" o "Calle de la Alcazaba/Alcázar" y que se ha latinizado como Alcazabilla. No existe consenso sobre el nombre original de la calle, pues algunos la identifican con la antigua Calle Monteros y otros con la Calle del Alcázar.